# Johann Theodor de Mortaigne

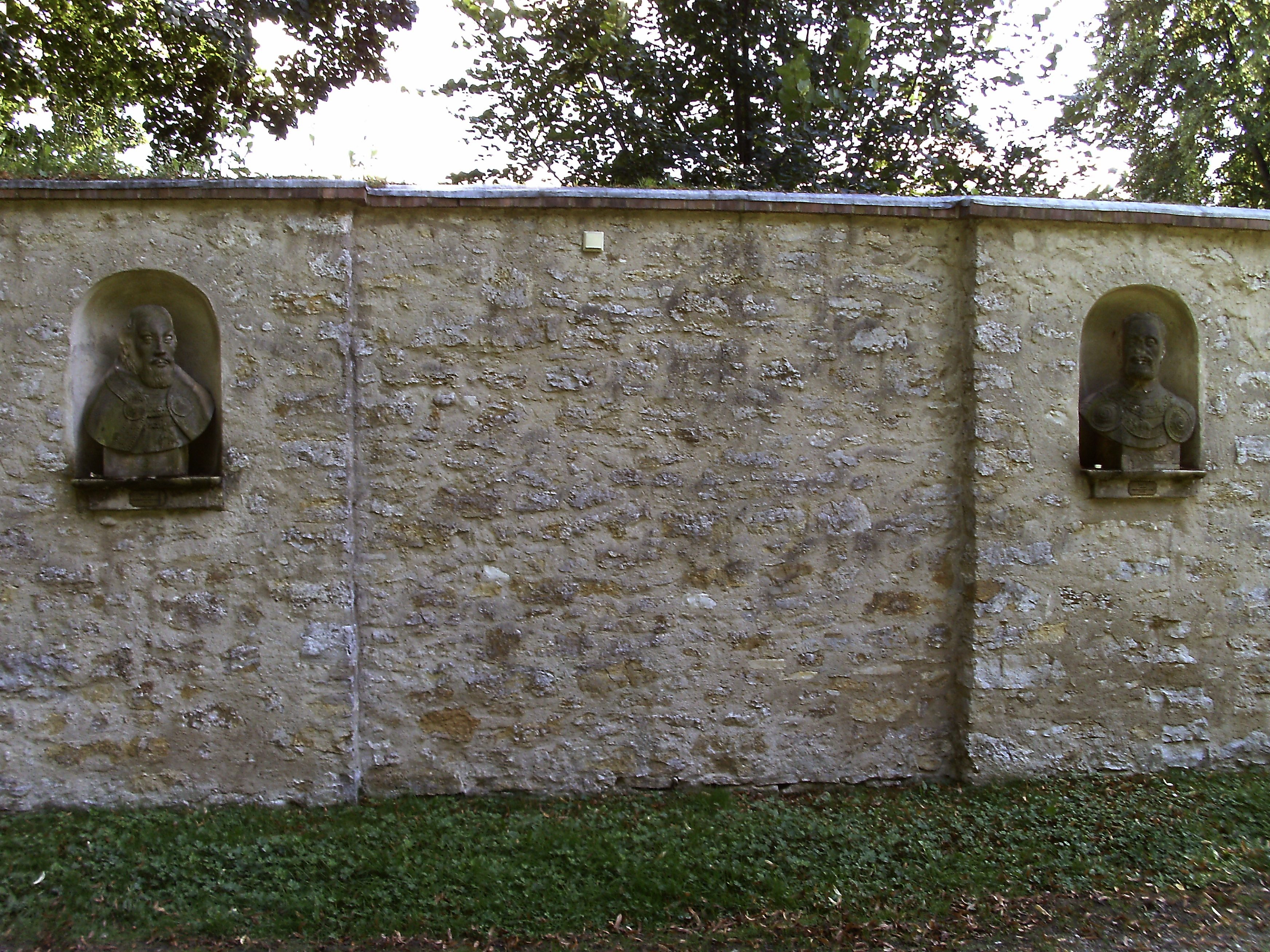
Mauerstück am Kromsdorfer Schloss mit Büsten

Johann Theodor de Mortaigne (* ?; † 1691 in Szeged) war sachsen-weimarischer Militär und Kriegsrat.
Mortaigne war Sohn von Kaspar Kornelius Mortaigne de Potelles (1609–1647), einem gebürtigen Wallonen in schwedischen Diensten im Generalsrang während des Dreißigjährigen Krieges. Er selbst war Kommandant der Festung Szeged und der Zitadelle Petersberg in Erfurt. Er hatte dort von 1680 bis 1690 das Kommando. Außerdem unterstand ihm die Festung Cyriaksburg in Erfurt.
Unter ihm erfolgte eine grundlegende Umgestaltung des Schlossparks von Kromsdorf. Dieses ist umso bemerkenswerter, weil es ein seltenes Zeugnis der Gartenbaukunst vor 1700 ist. So wurde über diesen Schlosspark u. a. folgendes geschrieben: „Der von der berühmten Mauer umschlossene ca. 1 ha große Park verdankt seine Entstehung dem Bau des Schlosses zu Kromsdorf bei Weimar im Jahre 1580. Georg Albrecht von Kromsdorf ließ ihn als Nutz- und Ziergarten anlegen. Zwischen 1664 und 1689 wird die Mauer von Johann Theodor de Mortaigne mit 64 Nischen versehen, schmückt diese mit Sandsteinbüsten berühmter Zeitgenossen aus der ganzen Welt und gestaltet den Park in Barockstil.“ Es war jedenfalls 1666 die zweitwichtigste Bauphase des Schlosses durch ihn begonnen worden.
Hinweis: Er hat einen Namensvetter, der u. a. in brandenburgischen, sachsen-weimarischen, sachsen-gothaischen Diensten stand, sowohl als Militär als auch als Diplomat.